# 羊山战斗纪念地
羊山战斗纪念地，位于山东省济宁市金乡县羊山镇羊山集村，是中华人民共和国山东省文物保护单位之一。
1992年6月12日，授予山东省文物保护单位，是一座革命遗址及革命纪念建筑物。2019年10月，列入第八批全国重点文物保护单位。